# Rezistență (Star Trek: Voyager)
„Rezistență” (titlu original: „Resistance”) este al 12-lea episod din al doilea sezon al serialului TV american SF Star Trek: Voyager. A avut premiera la 27 noiembrie 1995 pe canalul UPN. Episodul a fost regizat de Winrich Kolbe.

## Prezentare
O misiune pentru a face rost de Telerium ia o întorsătură greșită atunci când Tuvok și B'Elanna sunt capturați și considerați a face parte dintr-o mișcare de rezistență.

## Actori ocazionali
- Alan Scarfe - Augris
- Tom Todoroff - Darod
- Joel Grey - Caylem
- Glenn Morshower - Guard